# Station Groenlo

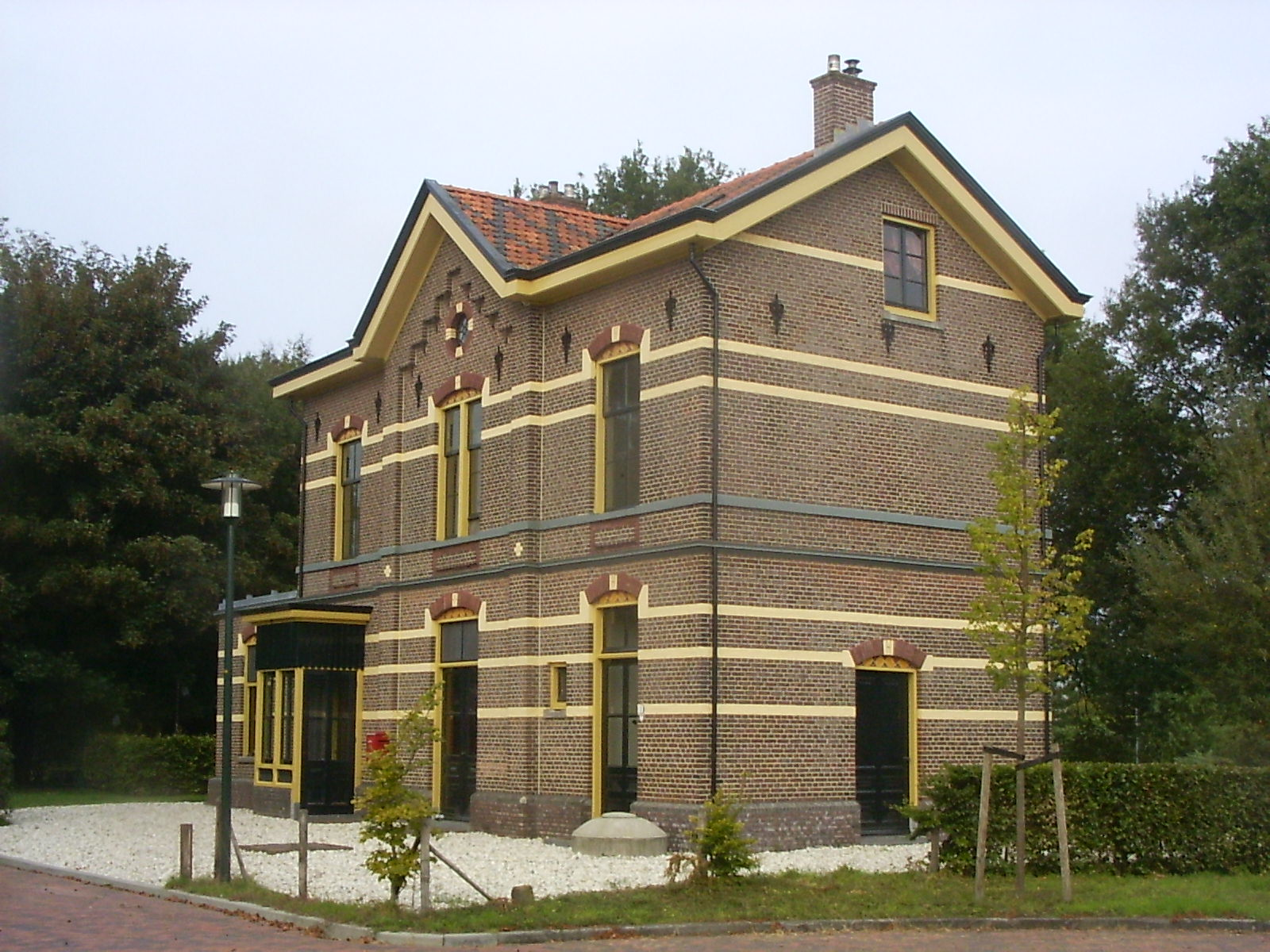
Het stationsgebouw fungeert tegenwoordig als woonhuis.

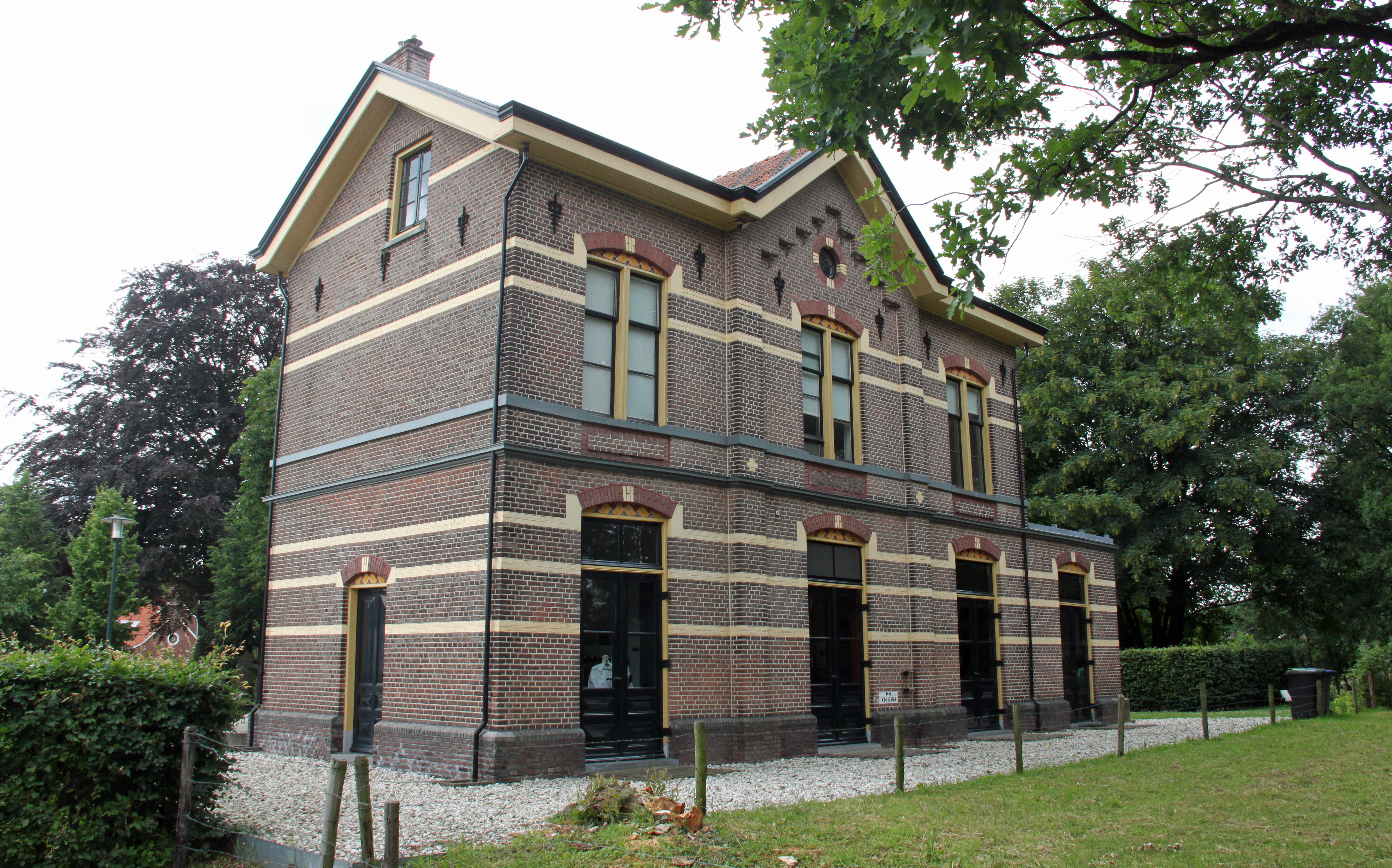
Hetzelfde gebouw aan de achterzijde.

Station Groenlo is een voormalig spoorwegstation aan de Spoorlijn Winterswijk - Neede - Hengelo / Enschede. Het station werd geopend op 15 oktober 1884 en voor het personenverkeer gesloten op 3 oktober 1937. Tot 28 mei 1972 werd het nog gebruikt voor goederenverkeer op het traject Winterswijk - Neede -Borculo. In 1977 zijn de sporen opgebroken.
Het stationsgebouw, van het type GOLS groot, werd gebouwd in 1883. Bij een verbouwing in 1916 is er een kleine vleugel aan toegevoegd. In 1995 is het gebouw geheel gerestaureerd. De huidige eigenaar wil graag weer zo'n twintig meter rails voor het station langs richting Eibergen aanleggen, met mogelijk een oude wagon op de rails. Hiermee kan een idee worden gegeven van de vroegere loop van de treinen. De toenmalige gemeente Groenlo was zo enthousiast dat ze tweemaal twintig meter rails van de oude spoorlijn beschikbaar stelde. Maar dit project werd na de gemeentelijke herindeling, waarbij Groenlo opging in de gemeente Oost Gelre, lange tijd niet gerealiseerd.
Op 25 januari 2017 werden uiteindelijk een locomotief en wagon geplaatst op de alsnog herplaatste rails met stootblok.